# Wheatley (Arkansas)
Wheatley – miasto w Stanach Zjednoczonych, w stanie Arkansas, w hrabstwie St. Francis.